# Királyi
Királyi (szlovákul Horná Kráľová) község Szlovákiában, a Nyitrai kerületben, a Vágsellyei járásban.

## Fekvése
A mátyusföldi község a Kisalföldön, Vágsellyétől 7 km-re északkeletre fekszik.

## Története
A régészeti leletek tanúsága szerint területén már a római korban emberi település volt. Királyit 1113-ban a zobori apátság birtokainak összeírásában említik először "Crali" alakban. 1267-ben "Kyraly" néven szerepel oklevélben. Mint azt neve is mutatja, kezdetben királyi birtok volt, majd a 15. századtól a nyitrai püspökség birtoka a diószegi uradalom igazgatása alatt. 1601-ben felégette a török. Lakói mezőgazdasággal, főként cukorrépa és kukorica termelésével foglalkoztak.
Vályi András szerint "KIRÁLYI. Kralova. Magyar falu Nyitra Várm. földes Ura a’ Nyitrai Püspökség, lakosai katolikusok, fekszik Mocsonakhoz nem meszsze, és annak filiája, határjának földgye első osztálybéli, keresetre módgya mint Mocsonaknak, de réttye, legelője, és szőleji középszerűek."
Fényes Elek geográfiai szótárában "Királyi, (Kralove), Nyitra m., magyar falu, Mocsonok mellett: 791 kath., 3 zsidó lak., termékeny jó határral. F. U. a nyitrai püspök. Ut. p. Nyitra."
A trianoni békeszerződésig Nyitra vármegye Vágsellyei járásához tartozott. 1975-1990 között Mocsonokhoz csatolták.

## Népessége
| Év:            | 1994. | 2004.   | 2014.   | 2024.   |
| -------------- | ----- | ------- | ------- | ------- |
| Emberek száma: | 1961  | 1853    | 1905    | 1871    |
| Eltérés:       |       | -5,50 % | +2,80 % | -1,78 % |

| Év:            | 2023. | 2024.   |
| -------------- | ----- | ------- |
| Emberek száma: | 1876  | 1871    |
| Eltérés:       |       | -0,26 % |

1880-ban 942 lakosából 755 magyar, 121 szlovák, 12 német, 1 egyéb anyanyelvű és 53 csecsemő volt. Ebből 903 római katolikus és 39 zsidó vallású volt.
1890-ben 1109 lakosából 961 magyar és 140 szlovák anyanyelvű volt.
1900-ban 1264 lakosából 1085 magyar és 167 szlovák anyanyelvű volt.
1910-ben 1441 lakosából 1242 magyar, 144 szlovák, 15 német és 40 egyéb nemzetiségű.
1921-ben 1455 lakosából 1122 (77,1%) magyar, 327 (22,5%) csehszlovák ajkú.
1930-ban 1442 lakosából 1086 magyar és 343 csehszlovák volt.
1970-ben 2505 lakosából 1600 szlovák, 896 magyar, 5 cseh és 1-1 ukrán-ruszin, orosz, lengyel és ismeretlen nemzetiségű volt.
1991-ben 1933 lakosából 1416 szlovák és 507 magyar volt.
2001-ben 1916 lakosából 1555 szlovák és 346 magyar volt.
2011-ben 1881 lakosából 1615 szlovák és 242 magyar volt.
2021-ben 1866 lakosából 188 (+18) magyar, 1559 (+39) szlovák, 2 (+12) cigány, 1 ruszin, 9 (+3) egyéb és 107 ismeretlen nemzetiségű volt.

## Neves személyek
- Itt kutatott Szinkovich Jenő középiskolai tanár, nyelvész.
- Itt tanított Dunajszky Géza tanár, karnagy, közíró.

## Nevezetességei

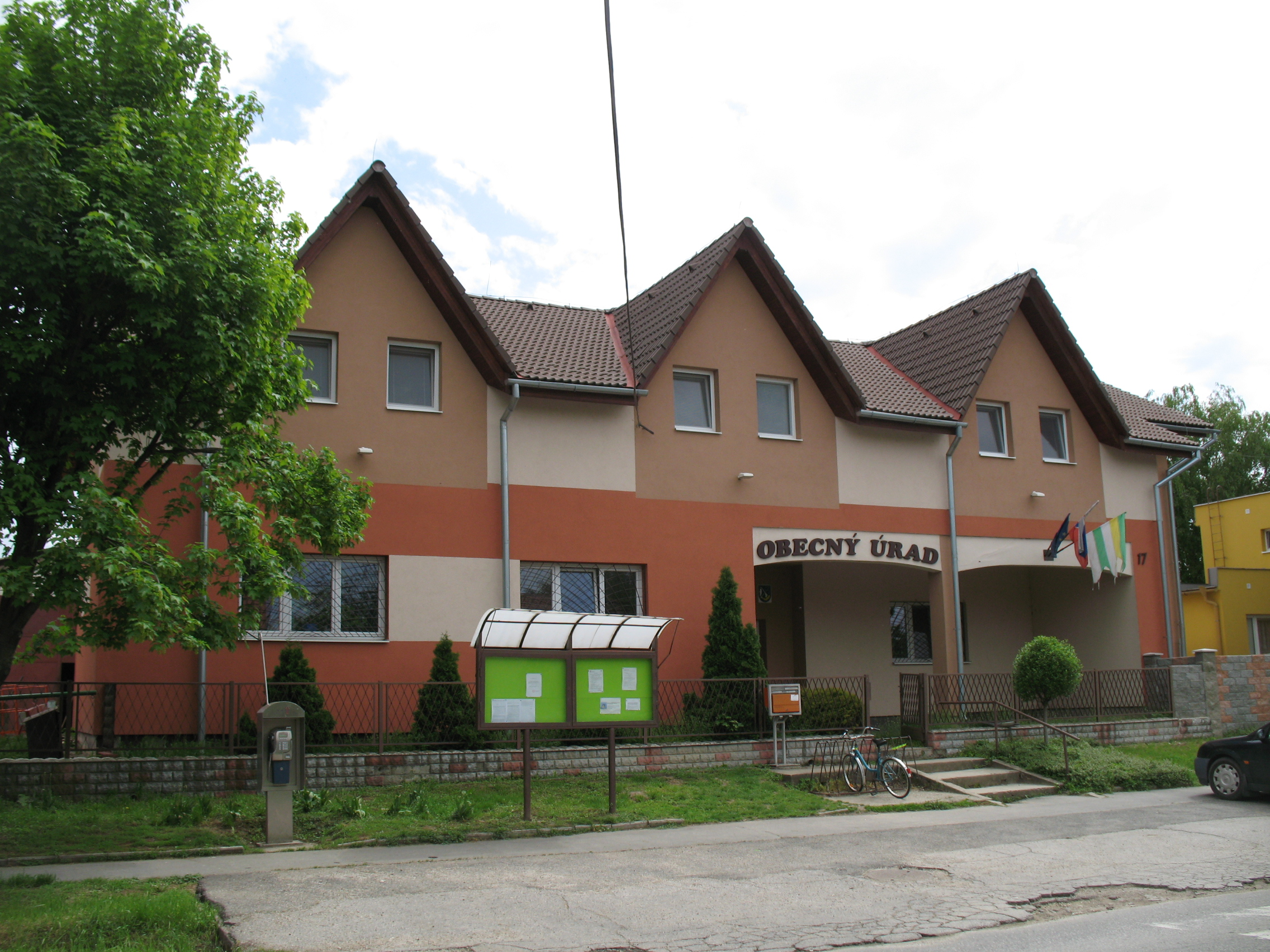
Községháza
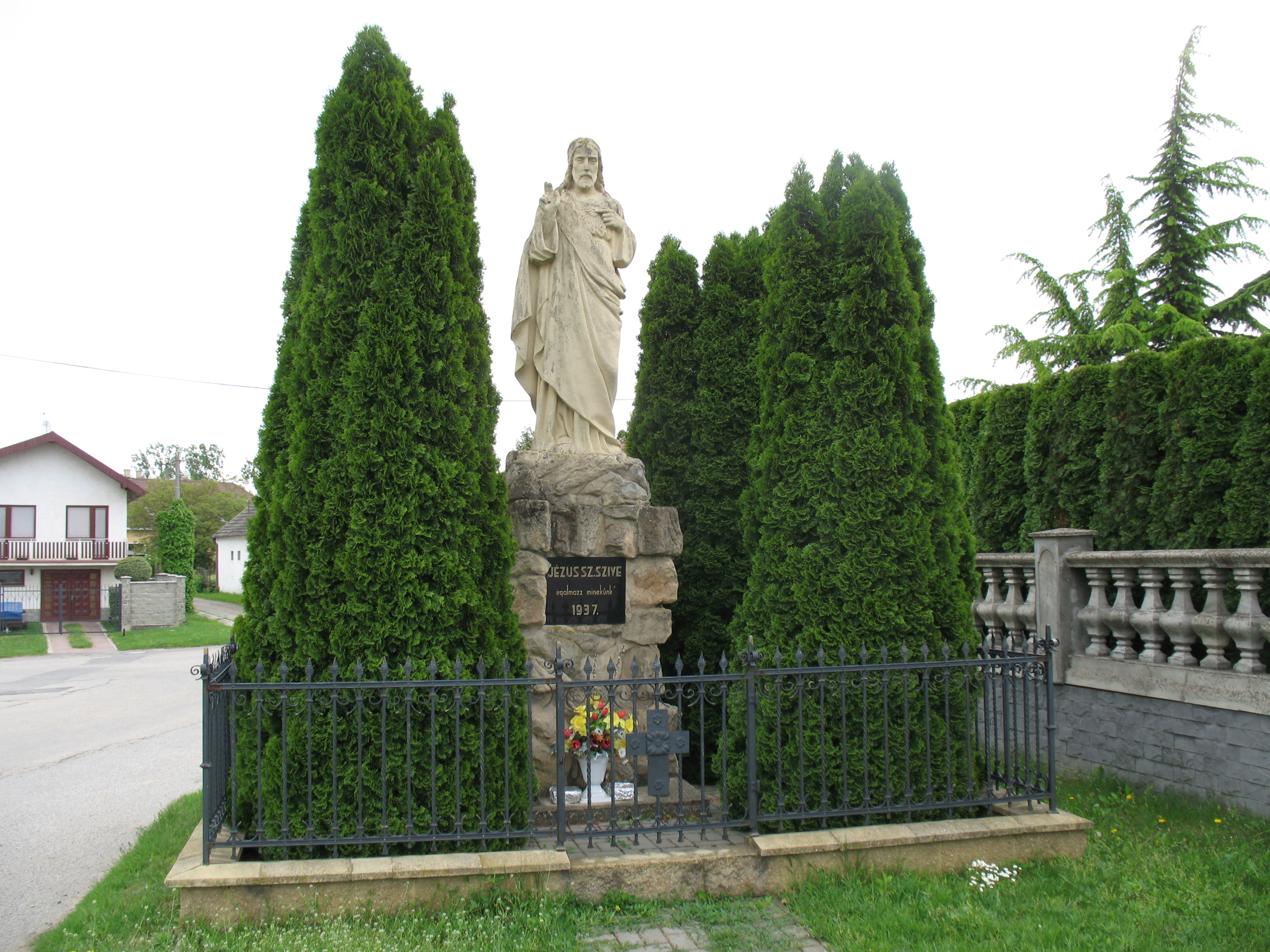
Krisztus szobor 1937-ből
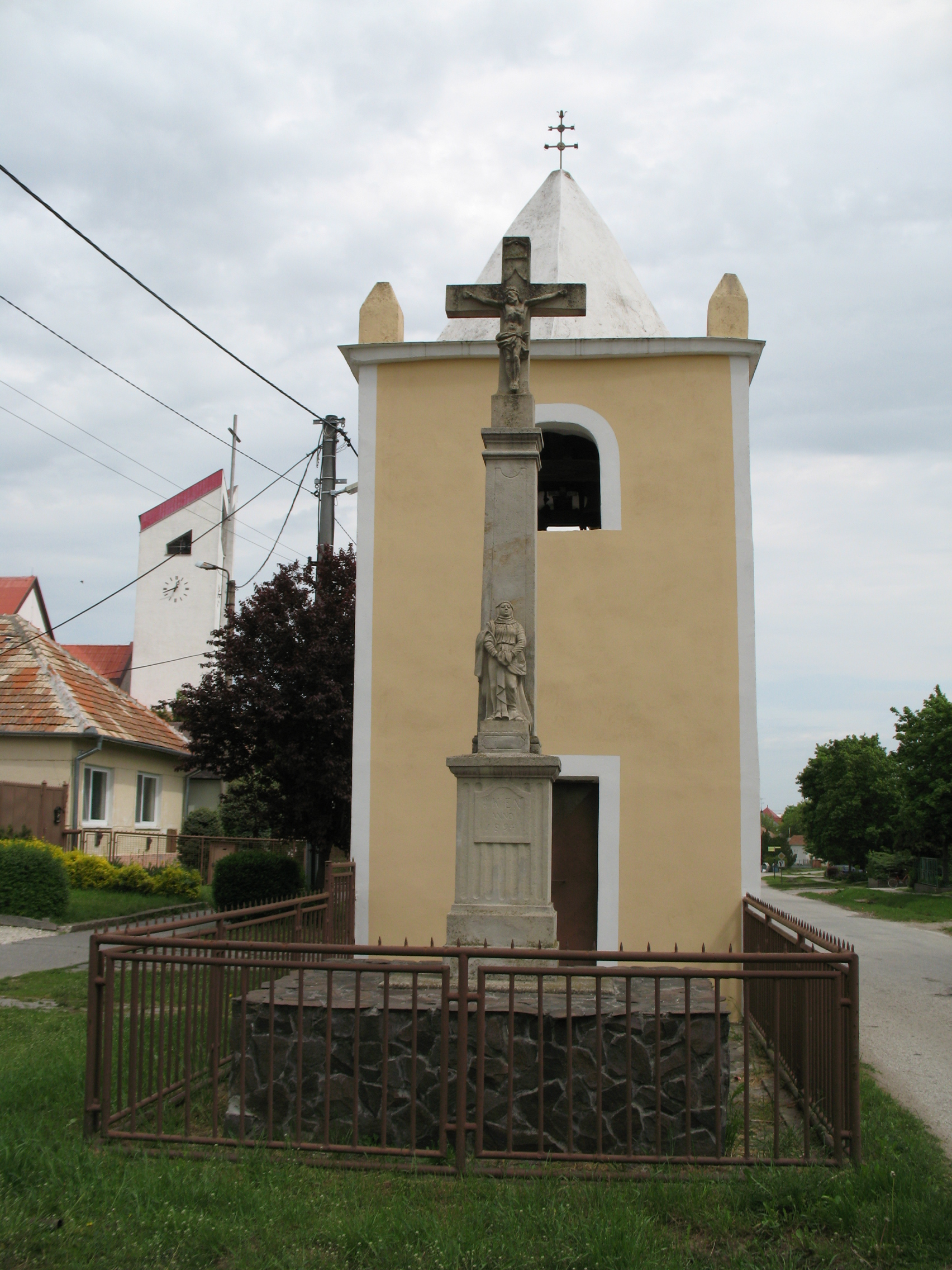
Kereszt 1894-ből és harangtorony
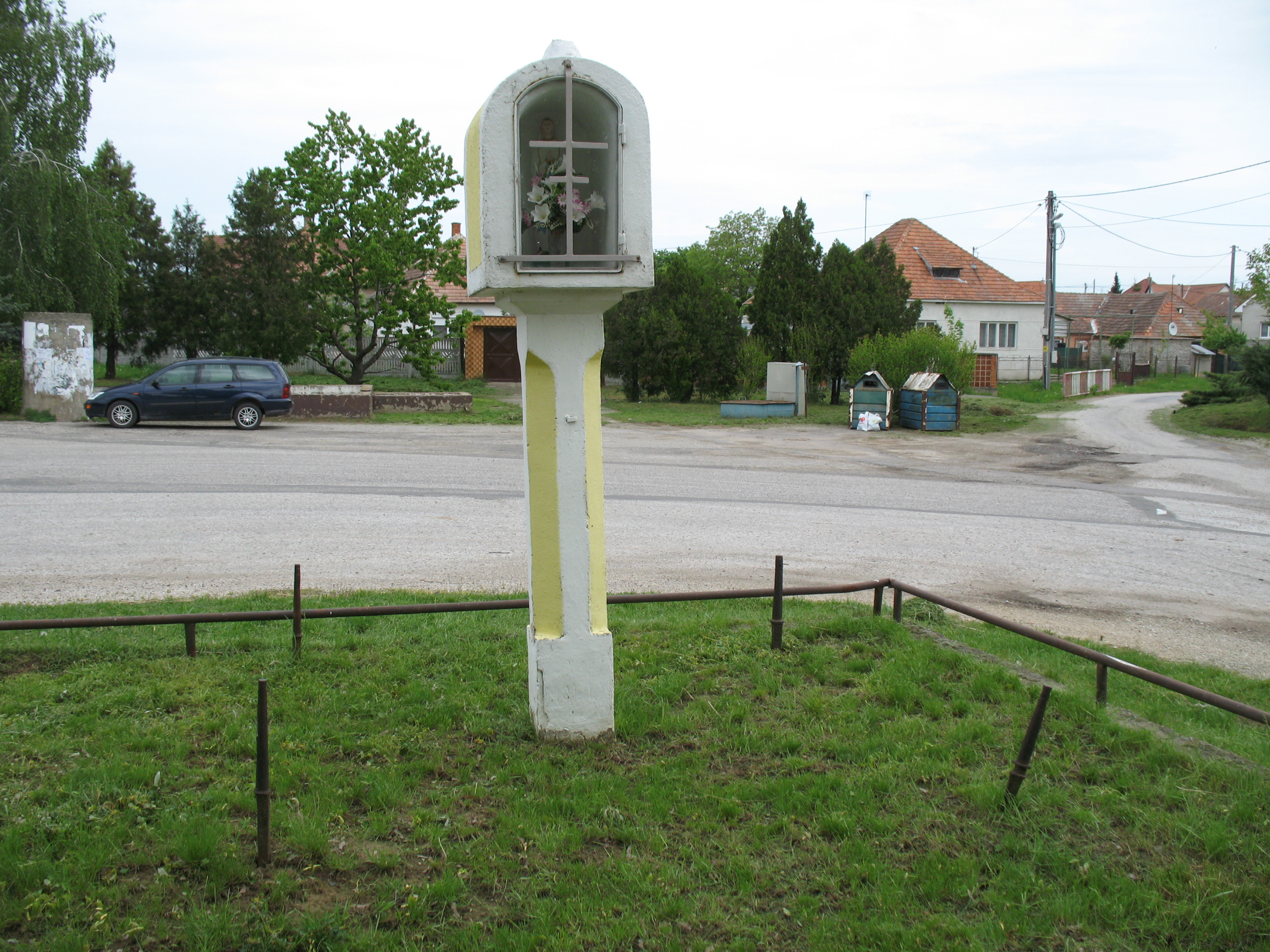
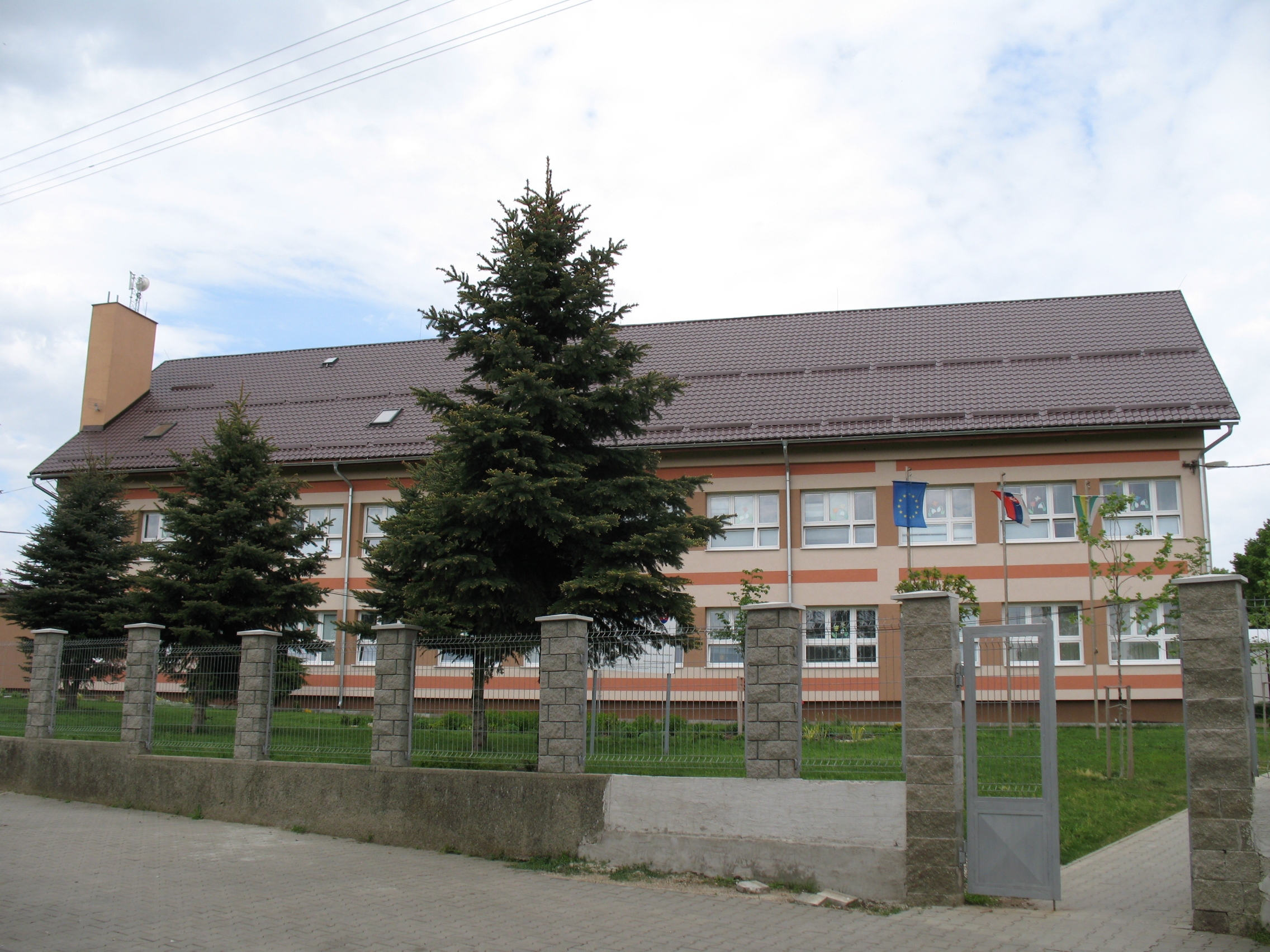
Iskola
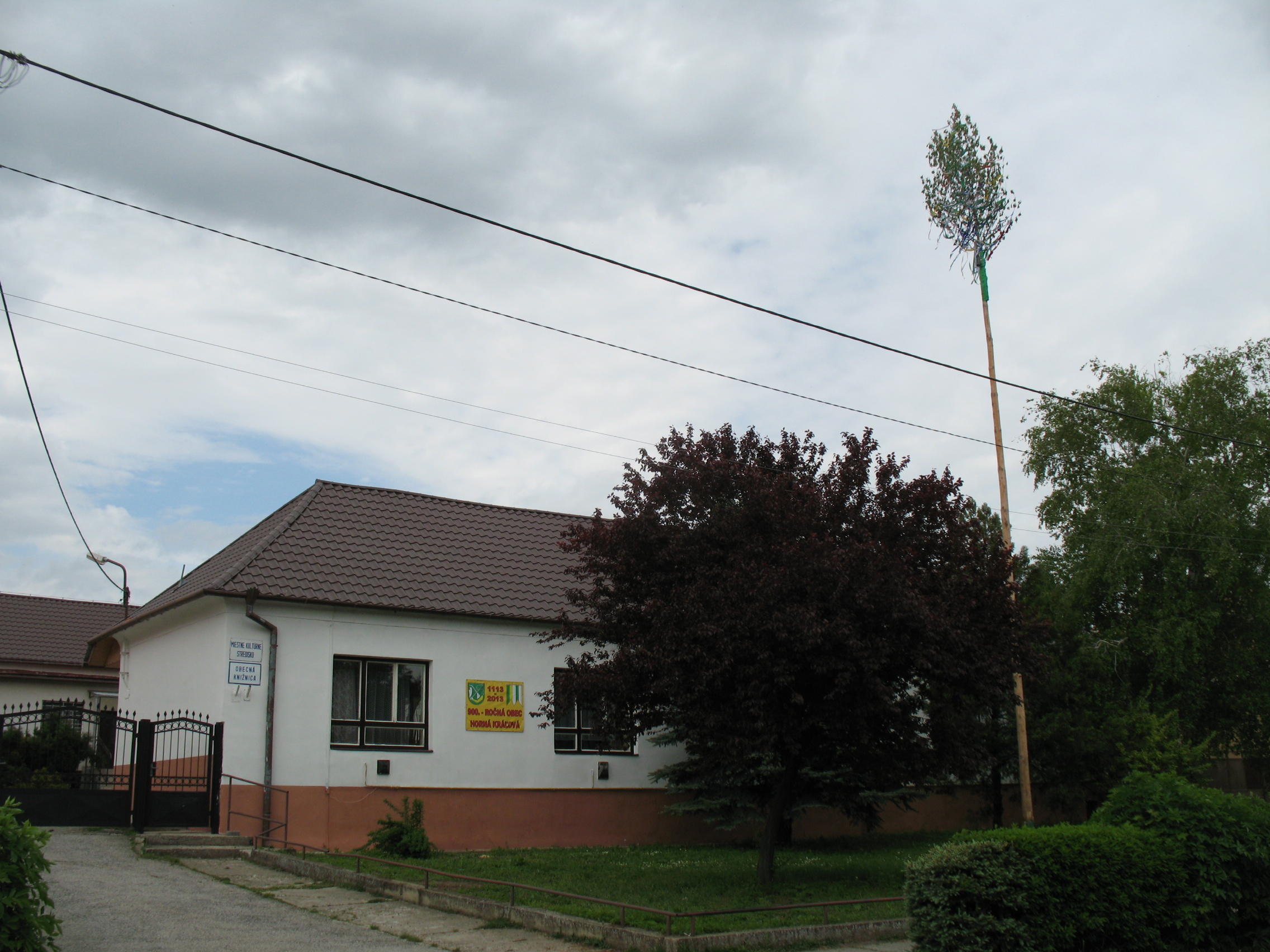
Községi könyvtár
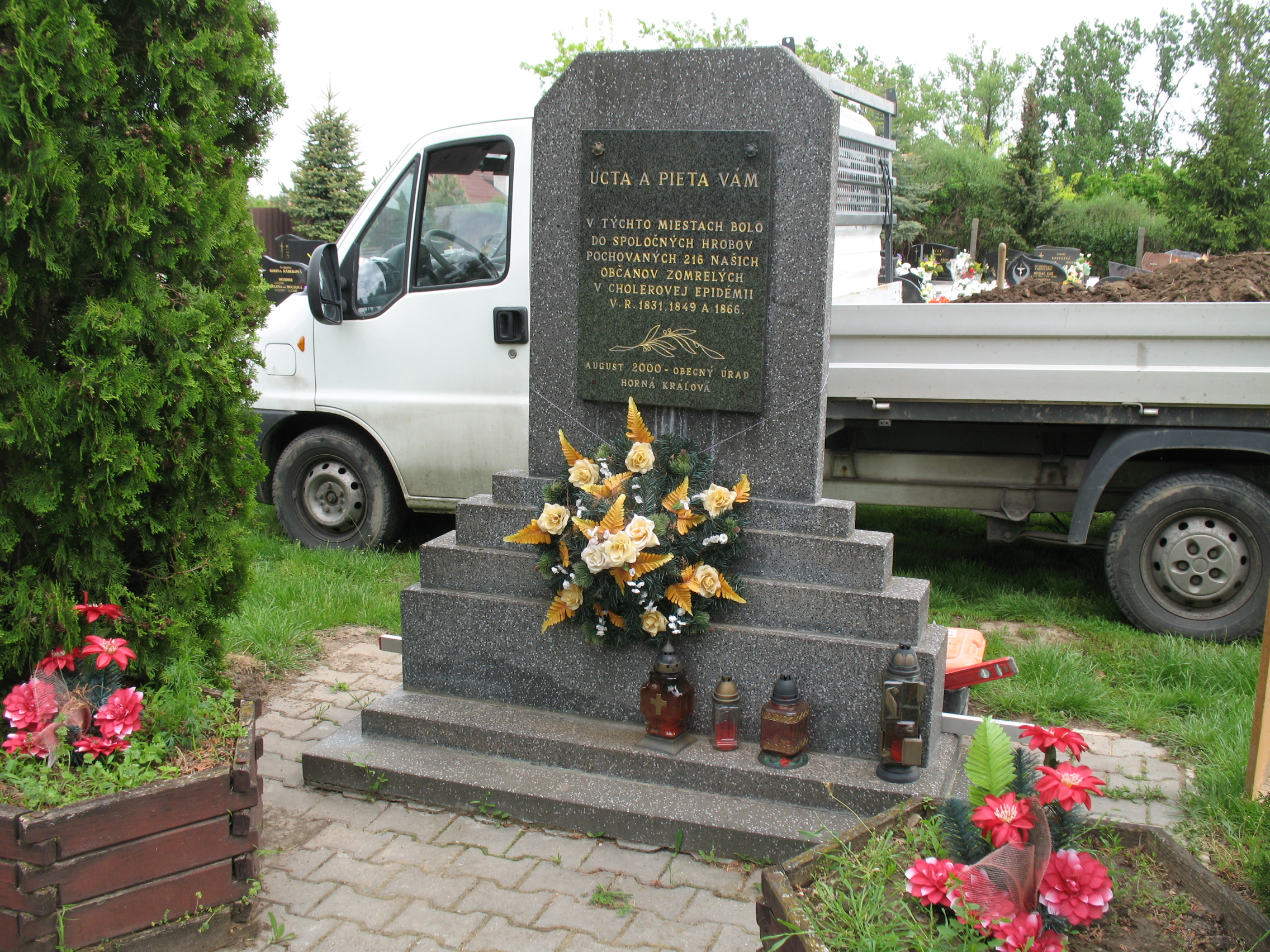
Kolera emlékmű
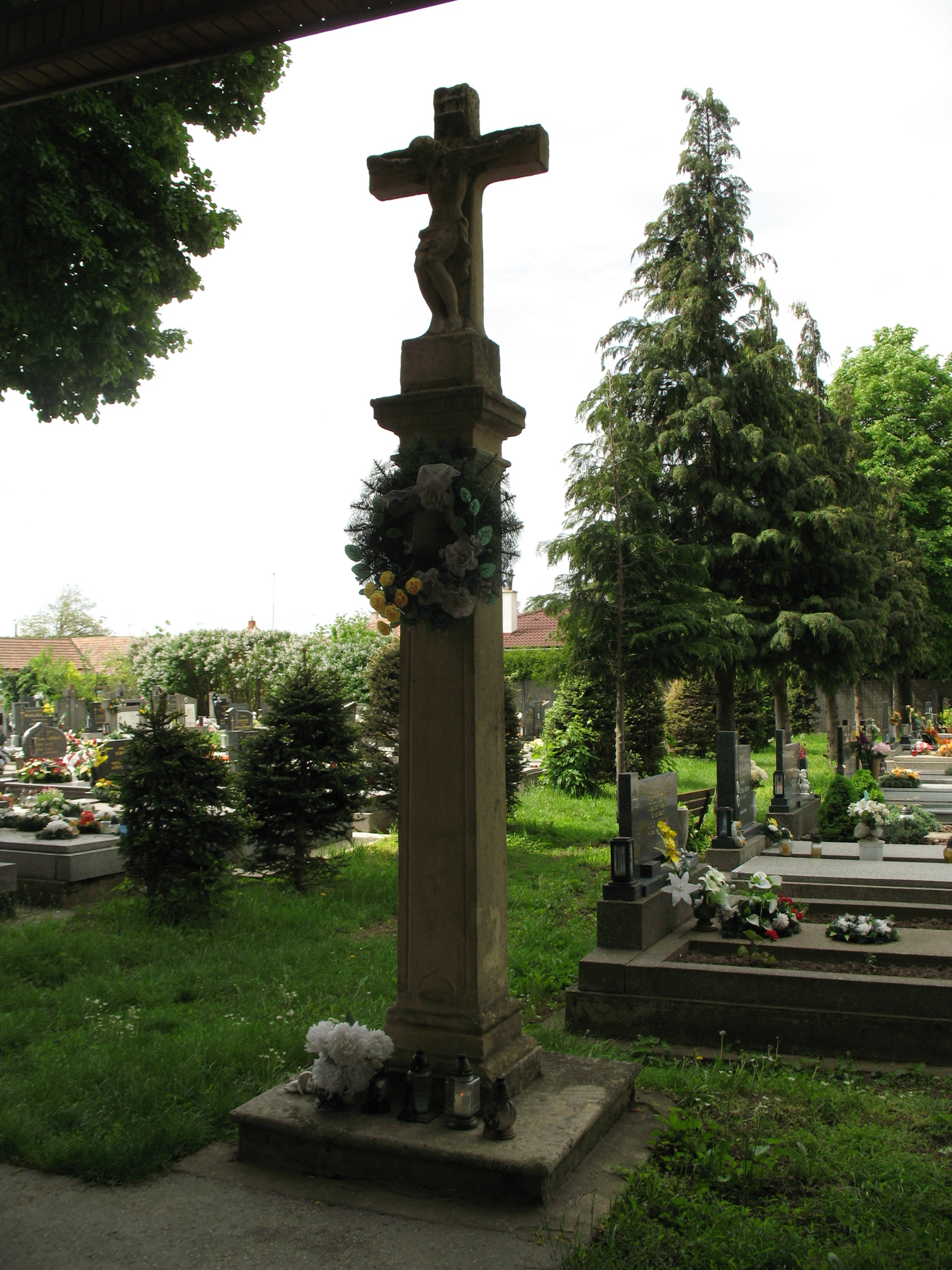
Temetőkereszt

- Temetőjében a kolerajárványok áldozatainak 2000-ben állítottak emlékművet